# Marcin
Marcinⓘ – imię męskie pochodzenia łacińskiego. Wywodzi się od wyrażenia Martinus oznaczającego „należący do boga Marsa”. 
W księgach przyjęć do prawa miejskiego w Krakowie pod rokiem 1393 zanotowano to imię z pisownią Marczin. W średniowieczu zanotowano także, nadawane również i dziś, urobione od Marcina przy użyciu typowej dla imion słowiańskich cząstki -sław imię Marcisław. Współcześnie występuje też coraz częściej w wariancie Martin.
Wśród imion nadawanych nowo narodzonym dzieciom, Marcin w 2017 r. zajmował 56. miejsce z 756 nadaniami, co stanowi spadek relatywny i bezwzględny od 2012 roku, kiedy zajmował 50. miejsce w grupie imion męskich, będąc nadanym 1159 razy. W całej populacji Polski według stanu na 24 stycznia 2022 r. Marcin stanowi 8. co do częstości imię męskie, mając 451 581 nadań.
Żeńskie odpowiedniki: Martyna, Marcina
Marcin imieniny obchodzi 11 listopada, a także:12 stycznia, 30 stycznia, 2 lutego, 13 kwietnia, 27 kwietnia, 1 lipca, 19 lipca, 8 października, 12 października, 24 października, 3 listopada, 8 listopada, 12 listopada, 7 grudnia i 29 grudnia.
Odpowiedniki w innych językach:
- łacina – Martinus
- angielski – Martin
- bułgarski – Мартин (Martin)
- czeski – Martin
- grecki – Μαρτίνος (Martínos)
- niemiecki – Martin
- francuski – Martin
- hiszpański – Martín
- fiński – Martti
- włoski – Martino
- węgierski – Márton
- litewski – Martynas
- łotewski – Martiņš
- niderlandzki – Maarten, Marten, Martijn
- rosyjski – Мартин (Martin)
- chiński – 馬爾親(马尔亲)
- japoński – マルチン / マーチン / マーティン

Skandynawski odpowiednik imienia Marcin, jakim jest Morten, najwięcej osób nosi w Danii (34 718 2007) oraz Norwegii (22 137 2006).

## Znane osoby noszące imię Marcin
Święci:

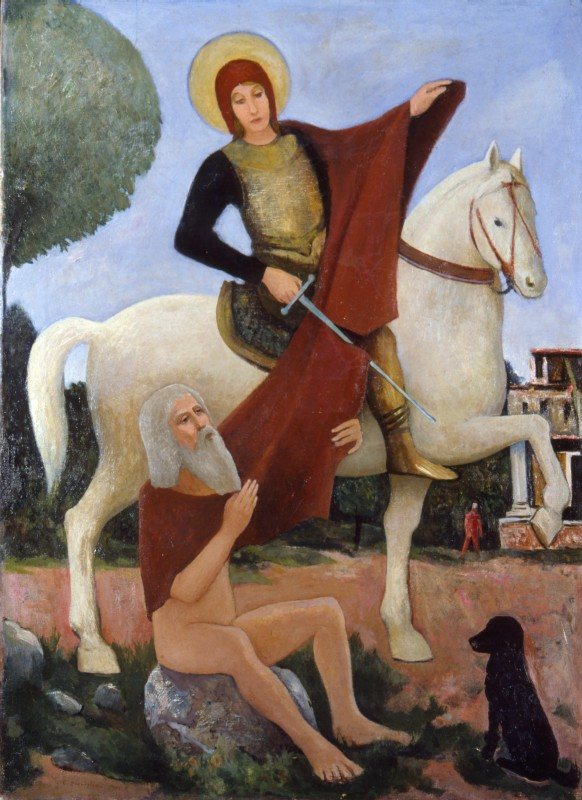
Św. Marcin z Tour

- św. Marcin z Tours (316/17–397) – biskup Tours (wspomnienie liturgiczne: 11 listopada)
- św. Marcin z Bragi (ur. ok. 520, zm. ok. 580) – arcybiskup Bragi (Portugalia), fundator klasztorów, pisarz i teolog chrześcijański
- św. Marcin I (zm. 655) – papież
- bł. Marcin od św. Mikołaja (1598–1632) – augustiański męczennik z Japonii
- św. Marcin de Porrès – peruwiański zakonnik
- św. Marcin Wu Xuesheng (1817–1862) – chiński katechista, męczennik
- św. Marcin Huin (1836–1866) – francuski ksiądz, misjonarz, męczennik
- bł. Marcin Oprządek (1884–1942) – polski franciszkanin, męczennik okresu II wojny światowej

Papieże:
- Marcin I
- Marcin II
- Marcin III
- Marcin IV (Simon de Brie)
- Marcin V (Oddone Colonna)

Władcy:
- Marcin I Młodszy (1374–1409) – król Sycylii
- Marcin I Ludzki (1356–1410) – król Aragonii

Pozostali:
- Marcin Adamski – polski piłkarz
- Marcin Antosiewicz – polski dziennikarz
- Marcin Awiżeń – polski lekkoatleta
- Marcin Bachleda – polski skoczek narciarski
- Marcin Bisiorek – polski dziennikarz radiowy i telewizyjny
- Marcin Błaszak – polski aktor
- Marcin Bosak – polski aktor
- Marcin Burkhardt – polski piłkarz
- Marcin Cecko – polski poeta, dramaturg, pisarz i aktor
- Marcin Czarnik – polski aktor
- Marcin Czerwiński (1924–2001) – socjolog, uczestnik powstania warszawskiego
- Marcin Daniec – polski satyryk
- Marcin Dobrosołowski – dworzanin konny Zygmunta II Augusta
- Marcin Dorociński – polski aktor
- Marcin Dunin Sulgostowski (1774–1842) – Prymas Polski
- Marcin Eysymont (1735–1815) – poeta
- Marcin Firlej – polski dziennikarz
- Marcin Flieger – polski koszykarz, grający w klubie Wilki Morskie Szczecin
- Marcin Gerstmann (1527–1585) – biskup wrocławski, starosta generalny Śląska

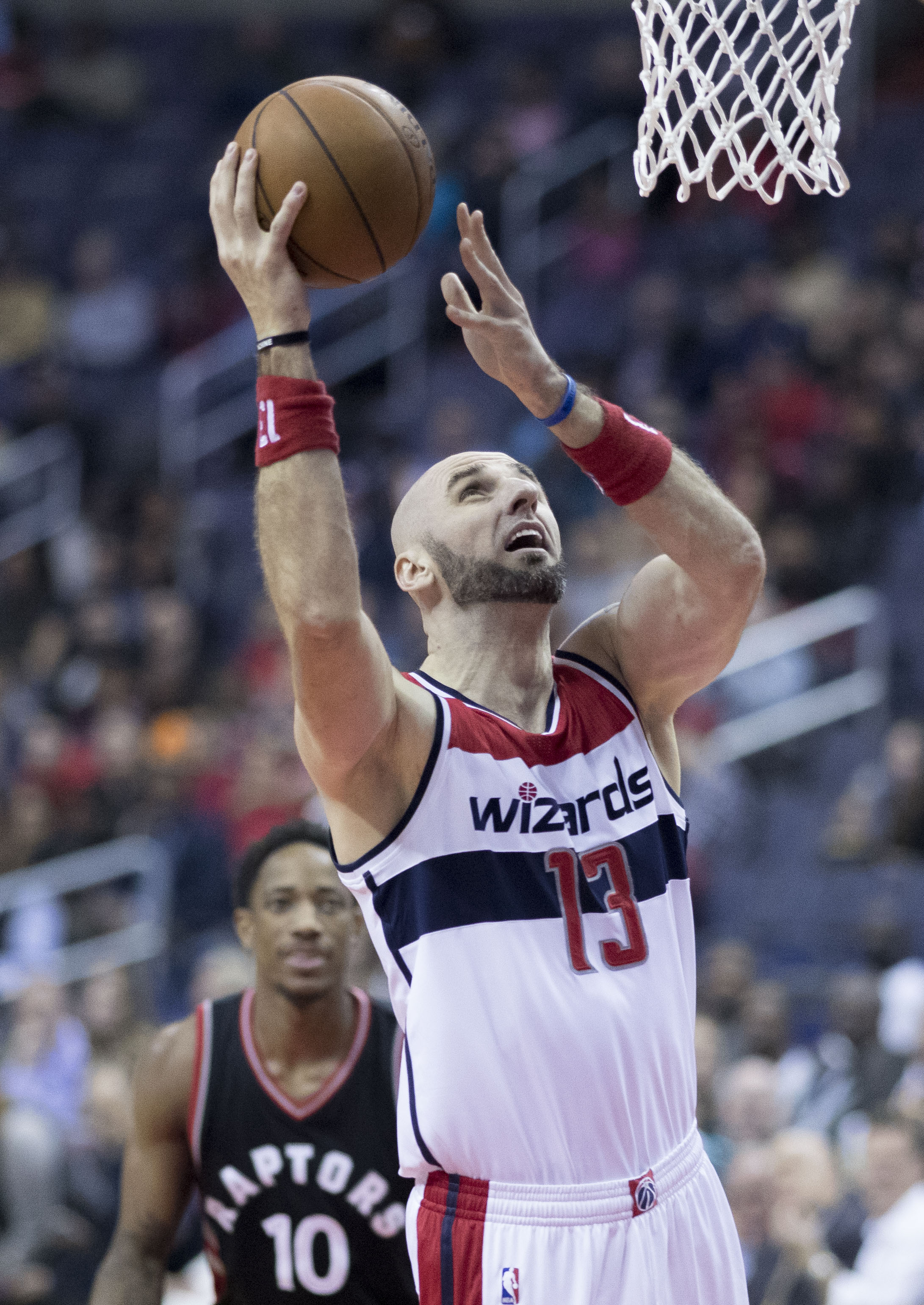
Marcin Gortat

- Marcin GortatMarcin Gortat – polski koszykarz grający w zawodowej lidze NBA
- Marcin Gruchała – został rektorem Gdańskiego Uniwersytetu Medycznego w wieku zaledwie 45 lat
- Marcin Horała – polski polityk
- Marcin Hycnar – polski aktor
- Marcin Iwiński
- Marcin Jabłoński (1801–1876) – malarz
- Marcin Janos Krawczyk – polski aktor
- Marcin Januszkiewicz – polski aktor i piosenkarz
- Marcin Jędrusiński – polski lekkoatleta
- Marcin Jędrych – polski dziennikarz radiowy
- Marcin Kalinowski (1605–1652) – hetman polny koronny
- Marcin (kanclerz) (zm. 1213) – kanclerz książąt śląskich Bolesława Wysokiego i Henryka Brodatego
- Marcin Kierwiński – polski polityk
- Marcin Kołodyński – polski dziennikarz, prezenter telewizyjny i aktor
- Marcin Kowalski – polski judoka
- Marcin Krasicki (1574–1631) – wojewoda podolski
- Marcin Kromer (1512–1589) – biskup warmiński, sekretarz króla Zygmunta I Starego
- Marcin Kwaśny – polski aktor
- Marcin Kydryński – polski dziennikarz muzyczny i kompozytor
- Marcin Lewandowski – polski lekkoatleta
- Marcin „Liber” Piotrowski – polski raper i były członek zespoły Ascetoholix
- Marcin Maciejczak – polski piosenkarz
- Marcin Mastalerek – polski polityk
- Marcin „abradAb” Marten – polski raper oraz producent muzyczny, współzałożyciel zespołu Kaliber 44
- Marcin Mazurek – polski kompozytor muzyki filmowej
- Marcin Miller – lider i wokalista zespołu disco polo Boys
- Marcin Misiak – polski wiolonczelista
- Marcin Możdżonek – polski siatkarz, mistrz świata 2014
- Marcin Mroczek – polski aktor
- Marcin Mroziński – polski aktor i piosenkarz
- Marcin Najman – polski pięściarz, zawodnik występujący w MMA i kick-bokser, promotor boksu, a także osobowość medialna.
- Marcin Ociepa – polski polityk
- Marcin Perchuć – polski aktor
- Marcin Pilarski – polski judoka
- Marcin Poczobutt-Odlanicki (1728–1810) – polski matematyk, astronom, poeta, jezuita
- Marcin Porzucek – polski polityk
- Marcin Prokop – polski dziennikarz i prezenter telewizyjny
- Marcin Przybylski – polski aktor
- Marcin Przydacz – polski polityk
- Marcin Rams – polski dziennikarz sportowy
- Marcin Romanowski – polski polityk
- Marcin Robak – napastnik w klubie sportowym Lech Poznań
- Marcin Rogacewicz – polski aktor
- Marcin Rozynek – polski piosenkarz
- Marcin Rzepka – orientalista
- Marcin Siegieńczuk – polski piosenkarz muzyki disco polo, założyciel zespołu Toples
- Marcin Sójka – polski piosenkarz
- Marcin Stec – polski aktor
- Marcin Sztabiński – polski aktor
- Marcin Warchoł – polski polityk
- Marcin Wasilewski – polski kompozytor, pianista
- Marcin Wasilewski – polski piłkarz
- Marcin Wicha – polski grafik, pisarz i eseista
- Marcin Wichary – polski piłkarz ręczny
- Marcin Wodziński – polski historyk
- Marcin Wojciechowski – polski dziennikarz i reżyser filmów dokumentalnych
- Marcin Wojciechowski – polski dziennikarz muzyczny
- Marcin Wolski – pisarz, satyryk
- Marcin Wójcik – polski satyryk, członek Kabaretu Ani Mru-Mru
- Marcin Wydrzyński – polski judoka
- Marcin z Wrocimowic (zm. 1442) – polski rycerz
- Marcin Zawół – polski biathlonista
- Marcin Zimoch – polski dziennikarz
- Marcin Żewłakow – polski piłkarz
- Martín Cáceres – urugwajski piłkarz
- Martin Campbell – nowozelandzki reżyser
- Martin Čater – słoweński narciarz alpejski
- Martin Clunes – brytyjski aktor, reżyser i komik
- Martin Eriksson – szwedzki muzyk
- Martin Ferguson – austriacki polityk
- Martin Fourcade – francuski biathlonista
- Martin Freeman – brytyjski aktor
- Martin Garrix – holenderski DJ i producent muzyczny
- Martin Gore – brytyjski muzyk, multiinstrumentalista i wokalista zespołu Depeche Mode
- Martin Gruber – niemiecki aktor
- Martin Hamann – niemiecki skoczek narciarski
- Martin Häusling – niemiecki polityk
- Martin Heidegger – niemiecki filozof
- Martin Heinrich – amerykański polityk i biznesmen
- Martin Höllwarth – austriacki skoczek narciarski
- Martin Johnsrud Sundby – norweski biegacz narciarski
- Martin Koch – austriacki skoczek narciarski
- Martin Künzle – szwajcarski skoczek narciarski i trener
- Martin Lawrence – amerykański aktor
- Martin Løwstrøm Nyenget – norweski biegacz narciarski

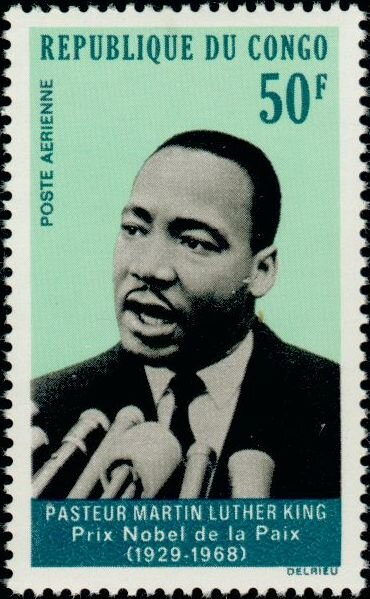
Martin Luther King

- Martin Luther KingMartin Luther King Jr. (1929–1968) – amerykański działacz na rzecz równouprawnienia, laureat pokojowej Nagrody Nobla
- Marcin Luter (1483–1546) – twórca luteranizmu
- Martti Nõmme – estoński skoczek narciarski
- Martin Österdahl – szwedzki producent telewizyjny
- Martin Ponsiluoma – szwedzki biathlonista
- Martin Rolinski – szwedzki piosenkarz
- Martin Schmitt – niemiecki skoczek narciarski
- Martin Schulz – niemiecki polityk
- Martin Sheen – amerykański aktor
- Martin Scorsese – amerykański reżyser
- Martin Solveig – francuski DJ i producent muzyczny
- Martin Stenmarck – szwedzki aktor i piosenkarz
- Martin Stranzl – austriacki piłkarz
- Martin Tungevaag – norweski DJ i producent muzyczny
- Martin Uldal – norweski biathlonista
- Martin Weber – niemiecki skoczek narciarski
- Martins Dukurs – łotewski skeletonista
- Martyn Rooney – brytyjski lekkoatleta
- Morten Olsen – duński piłkarz i trener
- Morten Solem – norweski skoczek narciarski